# Lac Massawippi
Lac Massawippi är en sjö i Kanada.   Den ligger i regionen Estrie och provinsen Québec, i den sydöstra delen av landet, 290 km öster om huvudstaden Ottawa. Lac Massawippi ligger 158 meter över havet. Arean är 18,0 kvadratkilometer. Den sträcker sig 9,3 kilometer i nord-sydlig riktning, och 2,1 kilometer i öst-västlig riktning.
Omgivningarna runt Lac Massawippi är en mosaik av jordbruksmark och naturlig växtlighet. Runt Lac Massawippi är det mycket glesbefolkat, med 7 invånare per kvadratkilometer.